# Oleria cytharista
Oleria cytharista is een vlinder uit de familie Nymphalidae. De wetenschappelijke naam van de soort werd voor het eerst geldig gepubliceerd in 1874 door William Chapman Hewitson.